# Zjevení Janovo

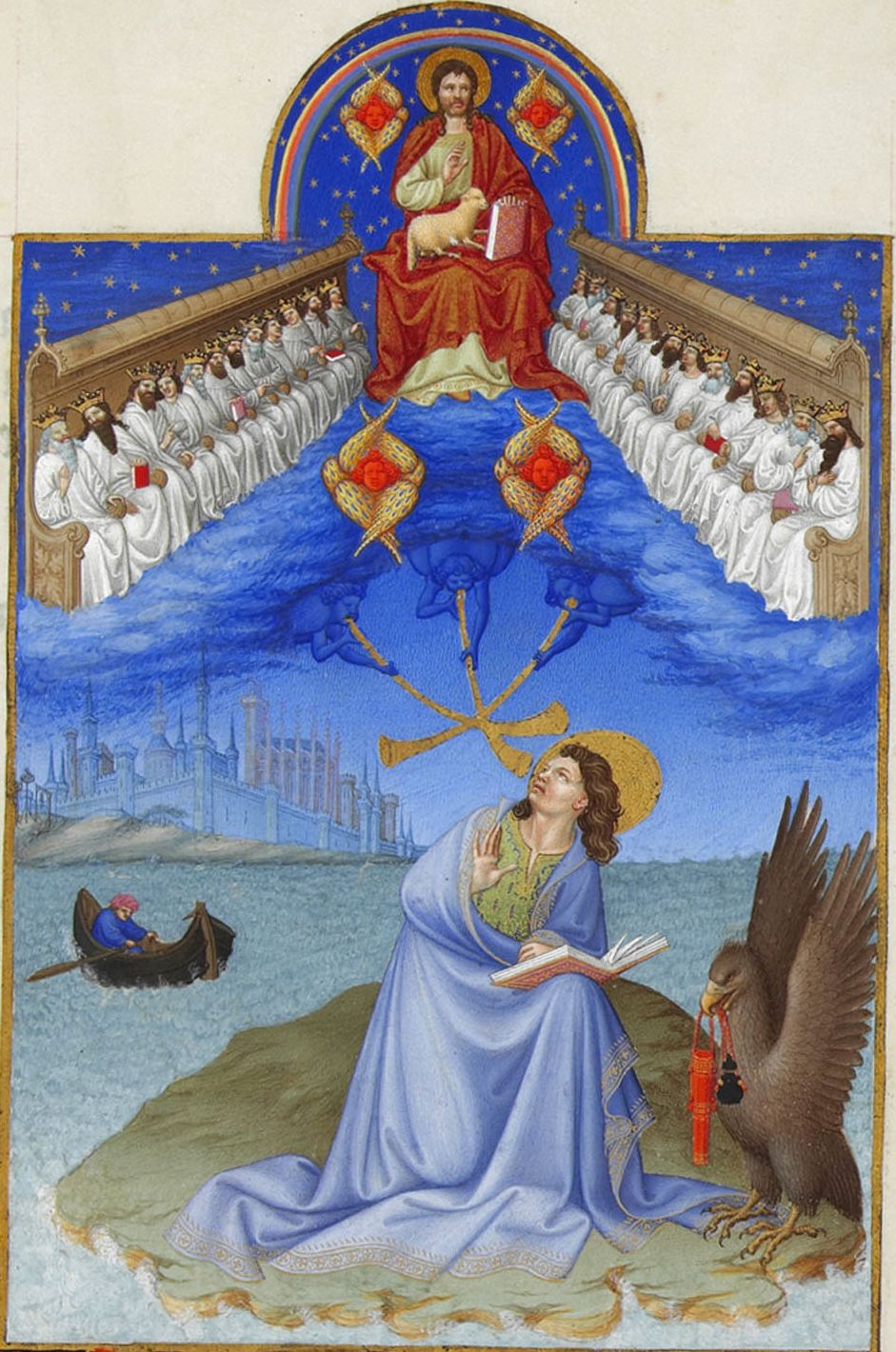
Vidění Janovo v Knize hodinek vévody z Berry (Francie, kolem 1430): Čtyři serafové kolem trůnu a čtyřiadvacet starců (Zj 4,4). Podle tradice jde o dvanáct synů Jákobových a dvanáct Apoštolů

Zjevení svatého Jana též zvané Apokalypsa je poslední knihou Nového zákona. Pomocí obrazů a symbolů líčí kniha dramatickou budoucnost, ve které zvítězí Beránek (Ježíš Kristus) a jeho stoupenci. Námět byl oblíbený zvláště v krizových obdobích, například u různých chiliastických hnutí. Také byl vděčným námětem křesťanského výtvarného umění.
Podle označení odvozeného z prvního řeckého slova knihy αποκάλυψις (apokalypsis, „zjevení, odhalení“) se termín apokalypsa používá pro celý literární žánr, do kterého se Janovo zjevení počítá jako jediná kniha Nového zákona. Text pravděpodobně vznikl na konci 1. století za vlády císaře Domitiana v Malé Asii. Podle tradice je kniha součástí Janových spisů a pisatelem má být apoštol Jan, syn Zebedův, případně je autorství připisováno Janu presbyterovi.

## Název, autor a vznik
Zjevení Janovo je, stejně jako ostatní knihy Nového zákona, v originále napsáno řecky. Je to asi nejobtížnější a nejkontroverznější kniha Nového zákona. Už od svého sepsání byla rozličně chápána a vykládána. Hrála velmi významnou úlohu v dobách zvratů a přelomů, zejména v pozdním středověku. V zemích Koruny České například předpokládaný brzký zánik světa ovlivnil spiritualitu Karla IV. a v husitském hnutí. Kniha začíná slovy Αποκάλυψις Ίησου Χριστου, tedy „Zjevení Ježíše Krista (které mu dal Bůh, aby ukázal svým služebníkům…)“. Jan je jen vidoucím, prorokem, který toto zjevení („Ježíšovo“ nebo „o Ježíši“) napsal; jen v tomto smyslu lze hovořit o „Zjevení Janově“.

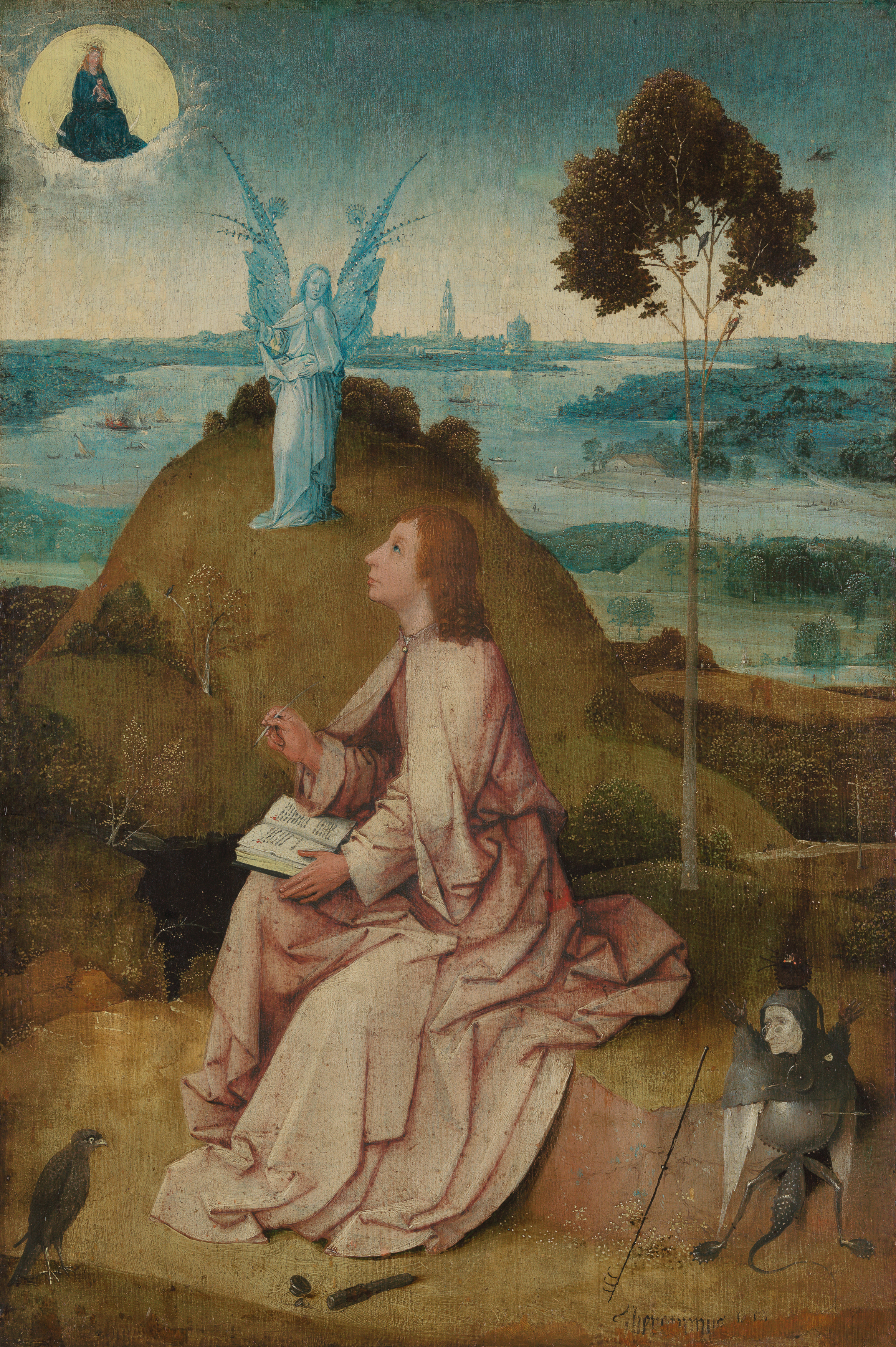
H. Bosch: Sv. Jan na Patmu (Kolem 1505)

Podle pisatele je "autorem" zjevení Bůh. Pisatel sám sebe v knize čtyřikrát nazývá Janem. Podle staré církevní tradice byl ztotožňován (od dob Justina Martyra +165) s apoštolem Janem, synem Zebedeovým, autorem 4. evangelia a tří janovských listů. Ovšem hned od počátku byl tento názor zpochybňován. Již ve třetím století Dionýsos z Alexandrie upírá sepsání knihy Zjevení apoštolu Janovi. Především proto, že styl, jazyk a teologie se výrazně liší od Janova evangelia a listů.
Silně semitizujicí řečtina knihy Zjevení ukazuje, že autor psal řecky, ale myslel hebrejsky. Je tedy velmi pravděpodobné, že pisatelem byl nějaký židovský křesťan. Podle sedmi listů maloasijským církvím musel zároveň toto prostředí dobře znát a být v něm značnou autoritou. I když obsah listů pochází od samého Krista, je to jeden z prvních projevů nadřazené autority v křesťanské církvi, jež může místním biskupům vytýkat jejich chyby. Pisatel nemůže být totožný ani s Janem Presbyterem, o němž se zmiňuje biskup Papias († kolem 140). Podle Papia přicházel totiž tento "starší" Jan do Malé Asie nanejvýš příležitostně a sotva proto měl dost času k sepsání apokalyptického spisu určeného sedmi církvím.
V odborné literatuře se tedy pro pisatele užívá označení Jan Teolog či Jan z Patmu.
Jan napsal svou knihu na ostrově Patmos, což je malý řecký ostrov v Egejském moři, blízko maloasijského (dnes tureckého) pobřeží, asi 50 km jihozápadně od ostrova Samos a asi 70 km od Milétu. Zde byl Jan ve vyhnanství, jak sám píše, „pro Boží slovo a pro svědectví“.
Podle církevního učitele sv. Ireneje kniha vznikla za císaře Domitiána, pravděpodobně v letech 94–95. To nepřímo potvrzuje i situace, která podle knihy zavládla v některých maloasijských církvích, kde počáteční nadšení pro Krista již vychladlo. V této době také kvetl císařský kult, který je v knize odsuzován. Jiného názoru, co se týče data sepsání knihy, je např. Claude Tresmontant, který vznik Zjevení Janova klade už do roku 60. Jeho názor vychází z interpretace, podle níž je ve Zjevení zmiňovaný Babylón krycím názvem zesvětštělého Jeruzaléma, jehož zničení bylo autorem Zjevení prorokováno. V tom případě by sepsání Zjevení mohlo spadat do období vlády císaře Nerona, jehož zběsilé řádění někteří vykladači spojují s šelmou, jejíž jméno má mít číselnou hodnotu 666.

## Obsah

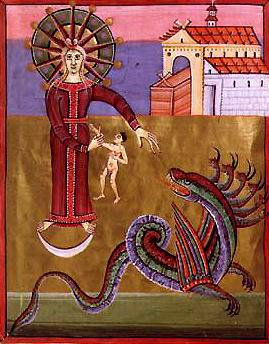
Žena s drakem (Zj 12) Bamberská apokalypsa (13. stol.)

Kniha je adresována „sedmi církvím“ v Malé Asii, kterým Jan vyřizuje Boží zjevení, které obdržel, když se ocitl na ostrově Patmos kvůli svědectví Ježíše Krista. Zda tam byl ve vězení, či vyhnanství pro víru, anebo na misijní cestě, není zřejmé.
Jan představuje celou knihu jako jedno velké zjevení, kterého se mu dostalo „v den Páně“ (Zj 1,10; interpretováno obvykle jako neděle, ale podle některých sobota) na ostrově Patmos. Po slavnostním úvodu (Zj 1,1-20) dostává Jan příkaz napsat sedm listů, v nichž posuzuje sedm sborů v Malé Asii: v Efezu, Smyrně, Pergamu, Thyatirách, Sardech, Filadelfii a Laodikeji (Zj 2,1-3,22). Do jaké míry se jedná o skutečné dopisy, není jasné.

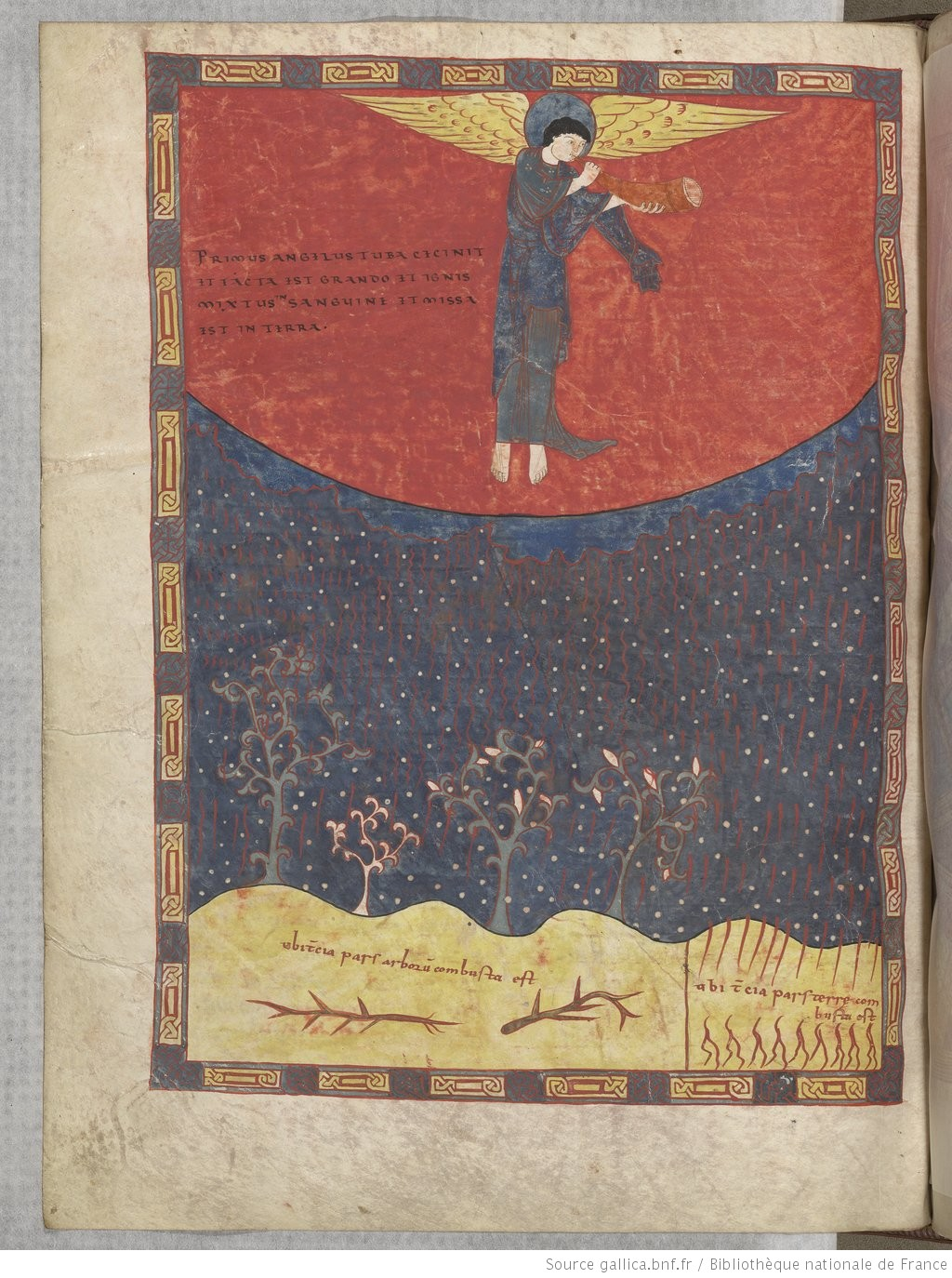
Ohnivý déšť Apokalypsa ze St. Séver

Poté následuje dlouhá řada velmi působivých obrazů a obrazných událostí, jež mají čtenářům odhalit (řecky apokalyptein) budoucnost, jež je čeká. Vykladači se různí v tom, jak tyto obrazy chápat. Jisté je, že celá kniha Zjevení je hluboce inspirována Starým zákonem. I když v celé knize snad není jediný přímý citát ze Starého zákona, celá kniha je sbírka parafrází a přepracování starozákonních motivů a obrazů.
Známými obrazy ze Zjevení jsou např. čtyři apokalyptičtí jezdci (kap. 6), 144 000 spravedlivých vykoupených (kap. 7 a 14), dva svědkové, kteří jsou zabiti a pak vstanou z mrtvých (kap. 11), žena oděná sluncem a ohrožená drakem, který chce pohltit dítě, jež má porodit (kap. 12), dravé šelmy vládnoucí světu a číslo, kterým jsou označeni jejich uctívači (kap. 13, „číslo Antikrista“ je 666), rozhodující bitva u Armageddonu (Zj 16,16), odsouzení nevěstky opilé krví mučedníků a pád Velkého Babylónu (kap. 17–18), beránkova svatba (kap. 19), tisíciletá říše Kristova (kap. 20), nebeský Jeruzalém (kap. 21–22).
Právě těmito obrazy se v evropské historii znovu a znovu inspirovala chiliastická a eschatologická hnutí, jež v nich často viděla přímý návod k jednání. Výzdoba hradu Karlštejna je inspirována knihou Zjevení, stejně jako Táborské hnutí a další. Dodnes se objevují pokusy vykládat velké dějinné události ve světle této knihy.

## Typy interpretací
Různé výklady této knihy lze uspořádat do několika skupin.

### Minulý (préteristický) výklad
Říká, že Zjevení má vztah pouze k událostem té doby, kdy byla napsána. Když pisatel mluví o budoucnosti a soudech, vyjadřuje prostě své mravní rozhořčení nad zlořády přítomné doby. Tento výklad má své přednosti v tom, že dává Zjevení do souvislosti s myšlením a událostmi vlastní doby. Jeho slabostí však je, že odmítá kteroukoliv část knihy vyložit jako proroctví o budoucnosti.

### Všeobecný výklad
Vidí v knize symbolický obraz stálého boje mezi dobrem a zlem, mezi křesťanstvím a pohanstvím. Zjevení nemá být ztotožňováno s žádnou historickou událostí ani v minulosti, ani v budoucnosti.

### Historický výklad
Tento výklad chápe proroctví knihy Zjevení jako popis událostí, z hlediska Janova budoucích, od Kristovy smrti (nebo od nástupu křesťanství v římské říši) až do konce světa. Popisují tedy běh dějin světa a církve a snaží objevit to místo v průběhu Zjevení, kde se dnešní doba právě nachází. Ztotožňuje přitom různé obrazy ze Zjevení s konkrétními událostmi v dějinách.
Za otce historického výkladu se většinou pokládá cisterciácký mnich a opat Jáchym z Fiore v Kalábrii (1135–1202); i když sám Jáchym nebyl pravým historicistou a naopak historické výklady Zjevení se vyskytovaly i před ním, znamená jeho teologie „třetího věku“ Ducha svatého zlom v interpretaci Zjevení.

### Futuristický výklad

P. Bruegel st.: Pád vzbouřených andělů (Kolem 1530)

Podle „futuristů“ (z lat. futurus, budoucí) popisuje Kniha Zjevení výlučně nebo ve velké míře události, které nastanou na konci časů. Většinou jsou to vykladači s pesimistickým náhledem na svět, kteří předvídají blížící se konec světa plný utrpení a násilí, kdy Bůh ztrestá hříšné lidstvo za všechny jeho hříchy, ale zachrání přitom malou hrstku věrných.
Na futuristickém a doslovném pojetí Zjevení staví mimo jiné milenarismus a chiliasmus, které před koncem světa očekávají nástup blažené tisícileté Kristovy říše. S tím jsou spojeny také četné snahy o vypočítání konce světa, které se objevují v průběhu celých evropských dějin. Pokusy uspíšit zkázu světa, aby mohla nastat tisíciletá říše, vedly občas především v lidových vrstvách k revolučním násilným vlnám.

### Idealistický výklad
„Idealisté“ chápou slova Zjevení jako popis a vyjádření toho, že Kristus vládne dějinám. Zjevení podle nich popisuje „mechanismus dějin“, jak funguje svět, jak se vůči němu staví Kristus/Bůh a jak se ke světu a k jeho dějinám má postavit křesťan.

### Hlubinně psychologický
Individuace jako archetypální úkol člověka v jeho inkarnaci je vyložena v díle Edward F. Edinger „Archetype of the Apocalypse“. Stanislav Grof ji vnímá jako manifestaci archetypálních vzorců.

### Další výklady
Kromě těchto nejobvyklejších výkladů (a různých jejich kombinací) se vyskytují samozřejmě i výklady nezařaditelné do výše uvedených kategorií. Mimo jiné sem patří i jedny z nejstarších výkladů, např. Órigenův postoj ke Zjevení. Órigenés používal text Zjevení jako pramen pro christologii a další aspekty svého učení, a ačkoli se žádný Origenův komentář ke Zjevení nedochoval, zdá se, že je nechápal jako popis dějin či dějinných událostí.